# 1399

## Události
- Nástup dynastie Lancasterů na anglický trůn

### Probíhající události
- 1399–1402 – Kampaň ťing-nan

## Úmrtí
- 4. ledna – Nicolaus Eymeric, španělský teolog a inkvizitor (* asi 1320)
- 3. února – Jan z Gentu, vévoda z Lancasteru (* 6. března 1340)
- 17. června – Hedvika z Anjou, polská panovnice a světice (*18. února 1374)
- 13. července – Petr Parléř, stavitel (* 1332/1333)
- 26. srpna – Michail Alexandrovič Tverský, veliký kníže tverský a veliký kníže vladimirský (* 1333)

## Hlava státu
- České království – Václav IV.
- Moravské markrabství – Jošt Moravský
- Svatá říše římská – Václav IV.
- Papež – Bonifác IX. a Benedikt XIII. (vzdoropapež)
- Anglické království – Richard II. » Jindřich IV.
- Francouzské království – Karel VI. Šílený
- Polské království – Hedvika z Anjou a Vladislav II. Jagello
- Uherské království – Zikmund Lucemburský
- Litevské knížectví – Vladislav II. Jagello
- Byzantská říše – Manuel II. Palaiologos a Jan VII. Palaiologos (spoluvladař)